# MV 아구스타 F3
MV 아구스타 F3(이탈리아어: MV Agusta F3)는 MV 아구스타에서 2012년부터 생산 중인 스포츠 모터사이클이다.

## 개요
아드리안 모튼이 설계했고 엔진은 Ezio Mascheroni가 설계했다.2010년 11월 2일 밀라노에서 열린 EICMA 모터사이클 쇼에서 처음 선보였으며 MV 아구스타 F4의 라인을 다이아몬드 헤드램프, 테이퍼드 시트 쉘 및 리어 림을 볼 수 있는 단면 스윙 암과 통합되어 있다. F4와 달리 배기구는 시트 아래에 위치하지 않고 바이크의 오른쪽, 뒷바퀴 바로 앞에 있다.
한정판 Oro(골드) 버전은 2011년 12월에, 표준 모델은 2012년 1월에 판매가 시작되었다.2013년식에는 675cc와 800cc의 두 가지 엔진 크기가 제공되었다.
브루탈레 3 실린더와 함께 개발되어 새로운 섀시와 엔진을 도입하여 브랜드에 새로운 생명을 불어넣었다. 엔진은 리베일, 스트라달레 및 투리스모 벨로체 "하이퍼모타드" 모델과 같은 제조업체의 전체 3기통 범위의 기반 역할을 한다.

## 기술
675cc 엔진은 바레세 회사에 많은 세계 타이틀을 부여한 3기통 레이아웃을 사용하지만 필요와 라이더의 선호도 및 제어에 따라 엔진 성능을 최적화하기 위해 멀티맵 와이어 가이드와 같은 현대 기술로 강화되었다.
이전에는 아먀하 YZR-M1과 같은 MotoGP 오토바이에만 사용되었던 역회전(역방향) 크랭크축이 사용되었다.이는 모터사이클이 더 빠르게 회전할 수 있도록 바퀴의 구심력을 상쇄하기 위함이다. 보어 스트로크는 79mm와 45.9mm로 매우 짧은 스트로크이다. 티타늄 밸브와 함께 이것은 매우 빠른 엔진 속도를 허용한다. 엔진은 14,400rpm에서 126bhp를 생성하며 모터 제어는 라이드 바이 와이어 모터 제어를 포함하는 MV 아구스타 MVICS 시스템에 의해 처리된다. 여기에는 사전 설정 4개와 개별적으로 조정 가능한 라이더 설정 1개 (BMW 시스템과 유사), 8단계로 조정 가능한 트랙션 컨트롤이 포함되어 있다.
MV 아구스타의 일반적인 짧은 축간거리, 가파른 스티어링 헤드 각도(66°) 및 그에 따른 짧은 트레일(99mm)은 장비에 높은 안정성과 결합된 매우 우수한 핸들링을 제공한다. 알루미늄 스윙암 지지대가 있는 강철 관형 격자 프레임은 상대적으로 짧고 단면 스윙 암은 상대적으로 길다. 43mm Marzocchi 거꾸로 된 포크는 후면 Sachs 충격 흡수 장치와 마찬가지로 이 클래스에서 평소와 같이 완전히 조절 가능하다. 추가 요금으로 카세트 기어박스에 자동 스위치기어(MV 아구스타 EAS)를 장착할 수 있다.
브레이크는 Brembo에 의해 제공되며, 전면에 2개의 320 mm 직경 디스크 브레이크, 방사형 장착 4-피스톤 캘리퍼 및 220 mm 직경의 디스크와 후면의 이중 피스톤 캘리퍼. 바퀴는 알루미늄으로 만들어졌다.
2013년에 800cc 모델이 출시되었다.추가 엔진 변위를 얻기 위해 스트로크가 54.3mm로 증가하였으며 13,000rpm에서 148bhp를 발전시키고 있다.
2021년에 유로5 배출 표준을 충족하도록 수정되었고, 엔진 내부의 마찰이 감소하여 다른 변경 사항과 함께 엔진이 여전히 147 bhp (110 kW)를 생성할 수 있었다. 로소는 엔진을 사용한 최초의 모델이었으며 F3 RR이 후속으로 등장하였다.

## 도색
매년 F3의 여러 가지 도색이 제공되며, 대부분은 블랙 프레임이 있는 클래식 레드/실버, 레드 프레임이 있는 화이트, 레드 프레임이 있는 그레이/블랙으로 구성되어 있다.
Colour Variants
- 레드/실버 F3+블랙 프레임
- 화이드/레드
- 그레이/블랙 (레드 프레임)

## 675cc

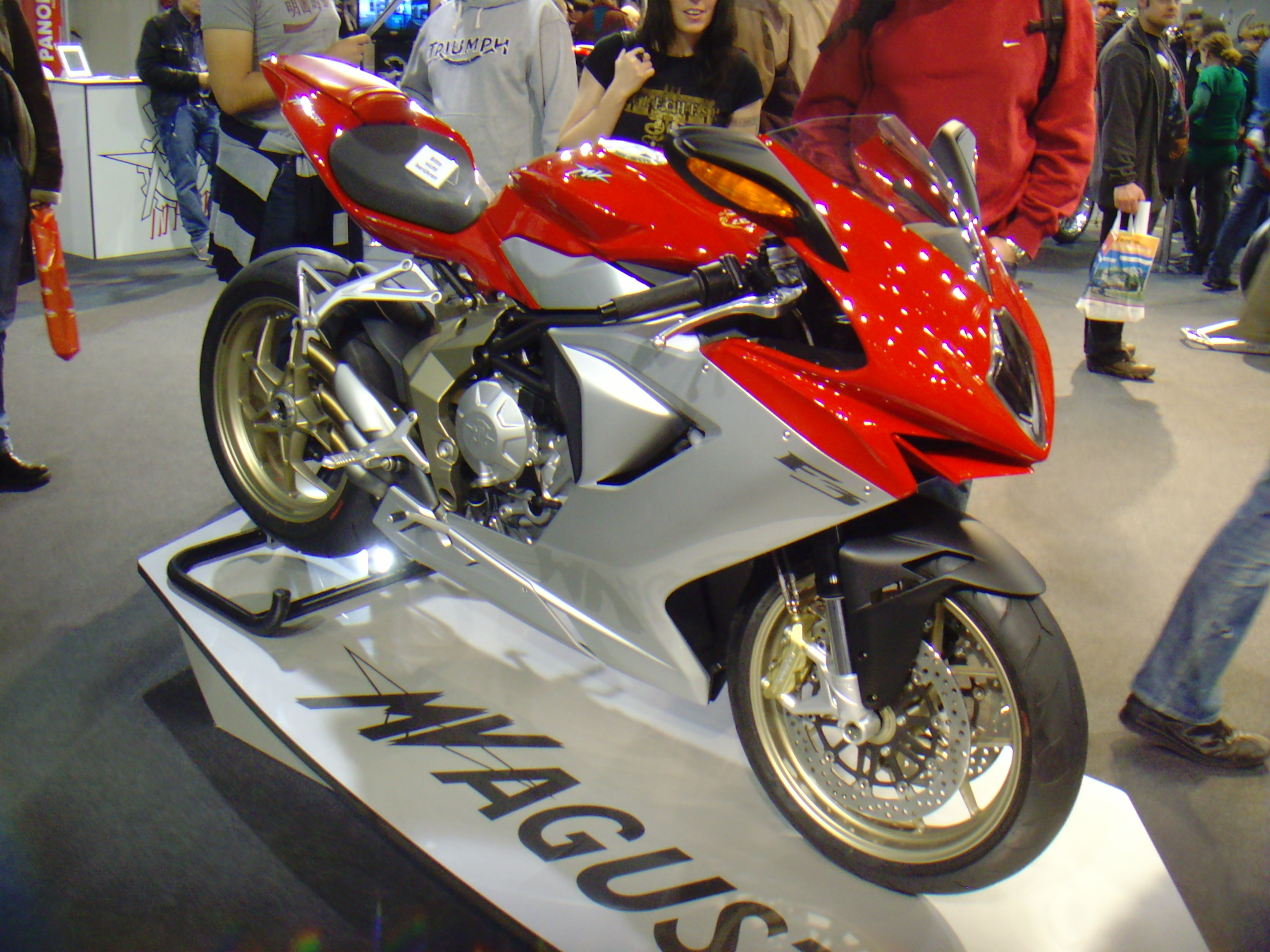
F3 Oro

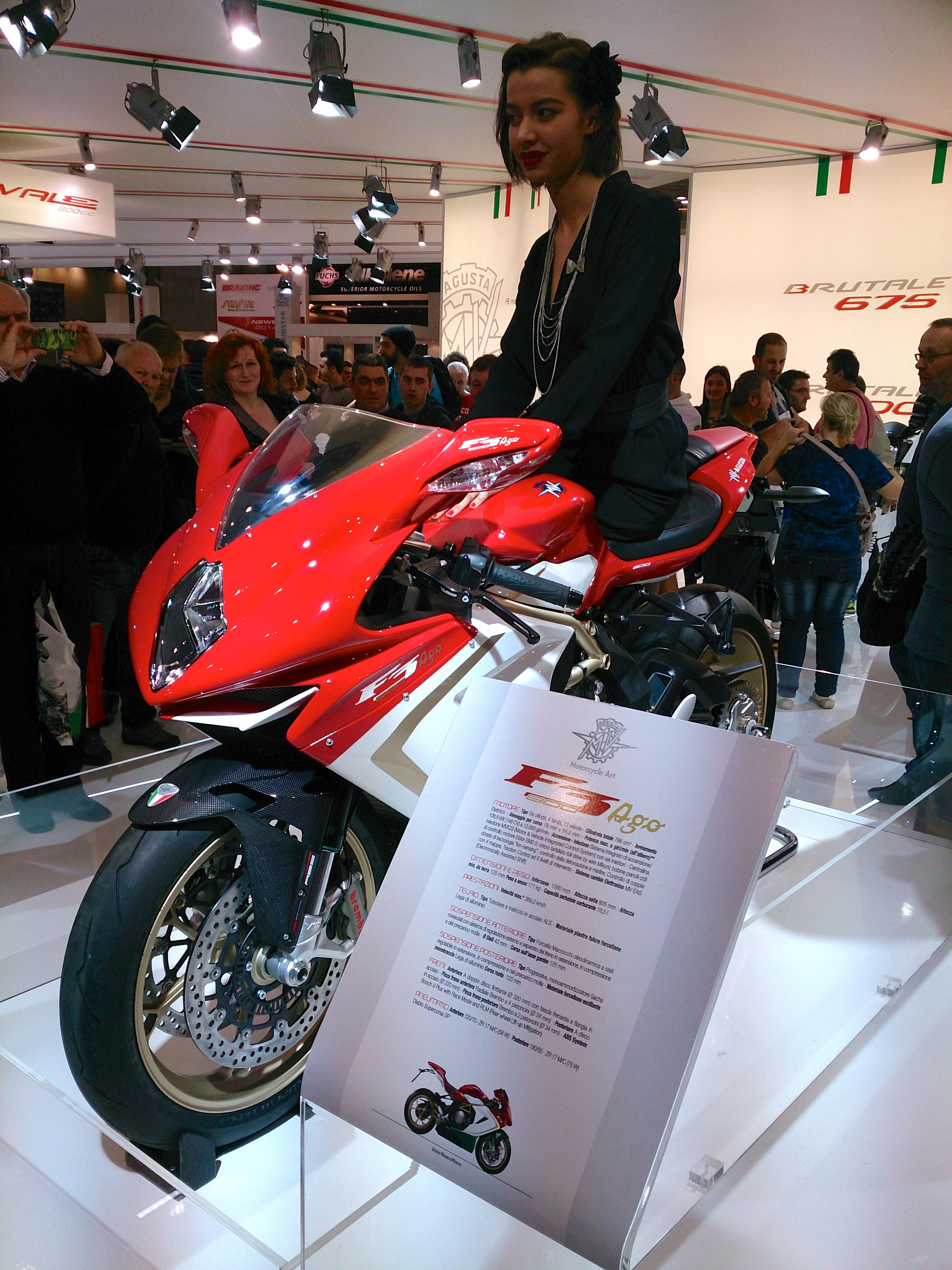
F3 800 AGO 스페셜 에디션

### F3 675
2012년에 출시되었다.

### F3 시리즈 오로
새로운 모델 시리즈의 출시를 기념하기 위해 200대의 한정판이 생산되었다. 모델에는 금색으로 마감된 후면 프레임 플레이트, 스윙 암 및 휠이 있고 Öhlins 서스펜션, 레이싱 사양 Brembo 브레이크 및 탄소 섬유 차체가 장착되어 있다. 이 모델은 정품 인증서와 생산 번호가 새겨진 상단 요크의 금색 배지와 함께 제공된다.

### F3 675 RC
2018년에 공개되었다. MV 레이서에서 영감을 받은 모델이며 업그레이드된 엔진(133bhp)과 섀시가 특징이다. 레이스 사양의 티타늄 배기 시스템이 장착되어 있으며 생산 대수는 350대로 제한된다.

## 800cc

### F3 800
2013년에 공개되었으며 800cc 엔진을 갖추고 있다.

### F3 800 AGO
2014년에 출시되었다. 모든 MV 다중 세계 챔피언 자코모 아고스티니에게 헌정되었으며 생산 대수는 300대이다. 마그네슘과 탄소로 만든 경량 부품을 장착하여 무게를 171kg으로 줄였다. 모터사이클의 전자 관리는 MVICS 시스템과 통합되었다.도색은 빨간색, 흰색 및 녹색(이탈리아 삼색)으로 마감되었으며 Agostini가 서명하였다.

### F3 800 RC
675 RC와 마찬가지로 MV 레이스 샵에서 업데이트 된 엔진, 섀시 및 차체를 받으며 최고출력이 153bhp로 증가하였다.

### F3 XX
2019년 5월 레파르토 코르세에 의해 발표되었다. 엔진 출력은 13,000에서 160 bhp (120 kW)로 증가했으며 무게는 320 파운드 (150 kg)로 줄였으며 탄소 섬유를 광범위하게 사용한다. 전자 장비 중에는 랩 타임을 분석하기 위한 데이터 로깅이 있다.

### F3 로소
유로5 엔진을 사용하는 새로운 보급형 모델로 2021년에 출시되었다. 또한 선행 모델보다 더 단단하고 스티어링 지오메트리를 수정한 프레임을 수정했다. 다른 MV 로소 모델과 마찬가지로 기계는 빨간색으로 마감되어 있다.

### F3 RR
유로5 엔진을 사용한 최초의 고성능 모델이다. 전륜에 8 kg (18 lb)의 다운포스를 생성하는 앞날개(MV에서는 부속물이라고 함)를 포함하여 공기역학이 수정되었으며, 자전거 주변의 공기 흐름에 대한 다른 개선 사항은 날개날개로 인한 항력을 무효화하였다. 147 to 155 bhp (110 to 116 kW)로 높이고 무게를 8 kg (18 lb)로 줄인 레이스 키트를 사용할 수 있다.

## 레이싱
두 대의 F3 675가 팀 ParkinGO가 관리하는 자전거로 2013 슈퍼스포츠 월드 챔피언십 시즌에 경쟁하였다.로베르토 롤포와 크리스티안 이돈이 모터사이클을 타고 3개의 연단을 달성했다.